# Чан Ватанака
Чан Ватанака (23. јануар 1994) камбоџански је фудбалер.

## Репрезентација
За репрезентацију Камбоџе дебитовао је 2013. године. За национални тим одиграо је 43 утакмице и постигао 15 голова.

## Статистика
| Камбоџа | Камбоџа | Камбоџа |
| Год.    | Ута.    | Гол.    |
| ------- | ------- | ------- |
| 2013    | 2       | 0       |
| 2014    | 6       | 2       |
| 2015    | 6       | 2       |
| 2016    | 14      | 6       |
| 2017    | 8       | 2       |
| 2018    | 7       | 3       |
| Укупно  | 43      | 15      |